# 20321 Lightdonovan
A 20321 Lightdonovan (ideiglenes jelöléssel 1998 HJ19) a Naprendszer kisbolygóövében található aszteroida. A LINEAR projekt keretében fedezték fel 1998. április 18-án.